# Abigél Szőke
Abigél Szőke (anhörenⓘ * 5. August 1998 in Wachtendonk, Kreis Kleve, Deutschland) ist eine ungarische Schauspielerin.

## Leben und Karriere
Szőke wurde am 5. August 1998 in Wachtendonk geboren. Ihr Vater ist Arzt und ihre Mutter 
arbeitet als Gesundheitsfördererin. Sie besuchte die Fészek Waldorf Általános Iskola. Anschließend trat sie an der Magyar Színház auf.
Ihr Debüt gab sie 2016 in dem Film A martfűi rém. Danach bekam Szőke in Akik maradtak eine Hauptrolle. 2020 brach sie ihr Studium an der Universität für Theater und Filmkunst Budapest ab. Unter anderem war sie 2022 in Így vagy tökéletes zu sehen. Im selben Jahr wurde sie für die Serie A besúgó gecastet. Außerdem trat sie 2023 in Tündérkert – Kísértések kora auf.

## Filmografie
Filme
- 2016: A martfűi rém
- 2018: X – A rendszerből törölve
- 2019: Akik maradtak
- 2021: Így vagy tökéletes
- 2022: Nyugati nyaralás

Serien
- 2022: A besúgó
- 2023: Tündérkert – Kísértések kora